# Evelyne Hall
Evelyne Ruth Hall, ameriška atletinja, * 10. september 1909, Minneapolis, Minnesota, ZDA, † 20. april 1983, Oceanside, Kalifornija, ZDA.
Nastopila je na poletnih olimpijskih igrah leta 1932 ter osvojila srebrno medaljo v teku na 80 m z ovirami. Leta 1930 je osvojila naslov ameriške državne prvakinje v isti disciplini.